# گروه هیرو
گروه هیرو (انگلیسی: Hero Group) شرکت صنایع غذایی سوئیسی است، که در سال ۱۸۸۶ تأسیس شد.